# فورتسن
فورتسن (بالألمانية: Wurzen) هي بلدة ألمانية و Grosse Kreisstadt تقع في ساكسونيا في ألمانيا. يقدر عدد سكانها بـ 17,620 نسمة .

## المدن التوأمة
مدن بارزينغهاوزن، واراشتاين و Tamási هي مدن توأمة لفورتسن.

## أعلام
- مانفريد والتر
- سيغفريد هورن
- كريستوف باور
- يوهان جوزيف بوهمه
- ديتليف كاستنر